# Opelytus
Opelytus – niewielki rodzaj kosarzy z podrzędu Laniatores i rodziny Epedanidae. Gatunkiem typowym jest Opelytus vepretum.

## Występowanie
Przedstawiciele rodzaju występują w Azji Południowo-Wschodniej.

## Systematyka
Opisano dotąd 4 gatunki z tego rodzaju:
- Opelytus rugichelis Roewer, 1938
- Opelytus simoni Roewer, 1927
- Opelytus spinichelis Roewer, 1938
- Opelytus vepretum Roewer, 1927